# Rumbach utcai zsinagóga
A Rumbach utcai zsinagóga romantikus, a mór stílus építészeti jegyeit magán viselő zsinagóga a budapesti „zsinagóga-háromszögben”, a későbbi budapesti gettó területén, a VII. kerületben található, a Rumbach Sebestyén utca 11–13. (egykor a 8-as) szám alatt. „Kis zsinagóga”-ként is ismert (a „nagy zsinagóga” a Dohány utcai).

## Története
A zsinagóga 1870 és 1873 között épült közadakozásból, tervezője az osztrák Otto Wagner, aki a bécsi szecesszió vezető alakja volt. 
Az építkezés 1870. május 1-én indult, az izraelita hitközség azonban csak június 14-én folyamodott építési engedélyért. Az 1870. június 13-i és július 5-i datálású engedélyezési terveken Felix Buzzi (Buzzi Bódog) aláírása szerepel, aki mint a munkálatokat vezető építőmester a kivitelezésért volt felelős. A tanács a templom és a hozzá kapcsolódó lakóház építését azzal a kikötéssel hagyta jóvá, hogy a telek utcai határvonalát szabályozni kell, „és a kupola s födelének szerkezete s leírása tervben utólag bemutattassék".
A szakrális tér ünnepélyes átadása 1872. október 1-jén zajlott le és az év végén már több istentiszteletet tartottak az új zsinagógában. A templomhoz kapcsolódó lakóház azonban még nem készűlt el teljesen. A tanácsnak 1873. április 1-én jelentették, hogy az épület készen áll, ami az egész együtteshez (zsinagóga- és lakóépület) május 10-én utólagos hatállyal május 1-től kiadta a használatbavételi engedélyt.
A falán magyar nyelvű emléktábla olvasható, amely azokra a zsidókra emlékeztet, akiket 1941-ben ebben az épületben gyűjtöttek össze, mielőtt a megszállt ukrajnai Kamenyec-Podolszijkba szállítottak a magyar hatóságok, ahol a németek legyilkolták őket.
Az épületen jelentősebb változtatás nem történt. A  második világháborúban csak a lakóházrész szenvedett kisebb sérüléseket. A hívek, s az életben maradottak gyülekezete egyre fogyott, 1956 után alig maradtak nyolcvanan, így használaton kívül került és 1959 óta nem használták vallási célokra, így templom állapota erősen leromlott, 1979-ben a teteje is beszakadta a Tóra-szekrény fölött, majd leszakadt a női karzat is. 1982-ben ismeretlen tettesek kifosztották az épületet. 1980-ig laktak az épülethez csatlakozó bérlakásban, akkor azonban ezt kiürítették, mert az épület életveszélyessé vált. Számos elképzelés született új célra történő felhasználására és ezzel kapcsolatos helyreállítására, átépítésére — szóba került itt raktár, székház, lakberendezési áruház, levéltár, könyvtár, könyvkötő üzem, kultúrközpont létesítése. Az 1980-as években az Alba Regia Állami Építőipari Vállalat vásárolta meg a hitközségtől. Az 1990-es években állagmegőrző munkákat hajtottak végre rajta, a felújítást azonban nem fejezték be. több száz millió forintot fordított az épület rekonstrukciójára abban a reményben, hogy busás haszonnal adhat rajta túl. Mintegy két év alatt Baliga Kornél és munkatársai eredeti szépségében helyreállították a templomteret, és a minden négyzetcentimétert beborító vörös-kék-arany stukkókat. Az ehhez kapcsolódó, irodaház céljára szánt utcai traktus azonban csak a szerkezetkész állapotig jutott. A templomtérben hangversenyek, szimpóziumok, kiállítások rendezésére alkalmas termet, az utcai traktusban bérirodákat kívántak kialakítani. Komoly vevő azonban nem jelentkezett. A Rumbach utcai Zsinagóga rekonstrukciós tervei Gereben Gábor középülettervezéssel is foglalkozó irodájában készültek el. 1992-ben az Alba Regia átalakult, 1993-ban pedig megkezdődött decentralizált privatizációja, amely során az izraelita hitközség egy olyan ajánlattal kereste meg az Állami Privatizációs és Vagyonkezelő Rt.-t (ÁVÜ), hogy inkább a régi zsinagóga épületét szeretné megkapni és cserébe felajánlja az Amerikai úti ingatlanját (az idegsebészet épületét annak idején elkobozták az izraelita hitközségtől, így azt 1993-ban visszakapták). A cégmagánosítás folyamata azonban elhúzódott, mivel a vállalatnak hiteladósságai voltak éppen a zsinagóga miatt, így 1994-ben vásárlás útján került a „csak hitközségi célra használható” épület az ÁVÜ tulajdonába. A Holokauszt Múzeum létrehívásakor felmerült a Rumbach Sebestyén utcai zsinagóga, végül azonban – hosszas huzavona után – a 2004-ben megnyílt Páva utcai zsinagógát építették körül a Holokauszt Emlékközponttal. 2004 decemberében egy friss alapítású zsidó hitközség, a Köves Slomó vezette Egységes Magyarországi Izraelita Hitközség (Status Quo Ante) megvásárolta volna, hogy saját forrásaiból felújítsa – amit Yonah Metzger, Izrael Állam főrabbija is támogatott, hiszen már a zsinagóga az építése idején is a status quo ante irányzat kezelésében volt. De ez állami tulajdonú épületet a 2003-as költségvetési törvény a Mazsihisznek ítélte azzal a feltétellel, ha az lemondana a korábban jogszerűtlenül privatizált Budakeszi úti épületéről. Ebbe az ingatlancserébe azonban a szövetség csak úgy egyezett volna bele, ha az állam garanciát vállal az épület felújítására.
2005 szeptemberében a Magyarországi Zsidó Hitközségek Szövetsége (Mazsihisz) végül „visszakapta” az ingatlant, miután az egyházi tulajdonokról szóló törvény értelmében a Budakeszi úton lévő, sokáig a kanadai nagykövetségnek otthont adott épületét erre, az addigra újra leromlott állapotú műemlékre cserélte. 2006-tól látogathatóvá vált az épület, amely ugyan impozáns maradt, de a belső tartozékai hiányoztak. 2007-ben kihirdették a felújításra kiírt pályázat eredményét, amely terve szerint az épületben a Kárpát-medencei Zsidó Néprajzi Múzeum kapott volna helyet. A felújítási tervek a König-Wagner irodában készültek a Wagner-hagyatékban őrzött tervek és korabeli fényképek alapján. A munkálatok tíz év múlva, egy 2017-es kormányhatározat nyomán kezdődtek meg. A felújításhoz szükséges 3,2 milliárd forintot részben a Miniszterelnökség, részben az Emberi Erőforrások Minisztériuma adta. 2019-ben az ICOMOS (Műemlékek és Helyszínek Nemzetközi Bizottsága) Magyar Nemzeti Bizottsága a Műemléki világnap alkalmából ICOMOS-díjjal tüntette ki többek között az ekkorra már (teljes egészében az állami támogatásból) elkészült Rumbach Sebestyén utcai zsinagóga felújítását (építészek: König Tamás, Wagner Péter, belsőépítész: Baliga Kornél, kutató: Dávid Ferenc, műemlékes szakértő: Tahi-Tóth Ilona, műemlékfelügyelő: Völgyes Cecília). A nyolcszögletű tér közepén beépítettek egy gombnyomással működésbe léptethető színpadtechnikai szerkezetet, ami a Tóraolvasó emelvényt képes a mélybe vagy a magasba emelni. Ilyen hidraulikus emelőszerkezet a világon egyedül ebben a zsinagógában működik. Az eredeti fapadok helyett modern, rugalmas nézőtéri berendezést biztosító kényelmes székek kaptak helyet. Ezzel a mellett, hogy rituális célra továbbra is működni tud az épület, egyben alkalmassá tették koncertek, kulturális rendezvények, konferenciák megrendezésére is. A műemléki felújításon átesett épületet ünnepélyesen 2021. június 10-én adták át.

## Leírása

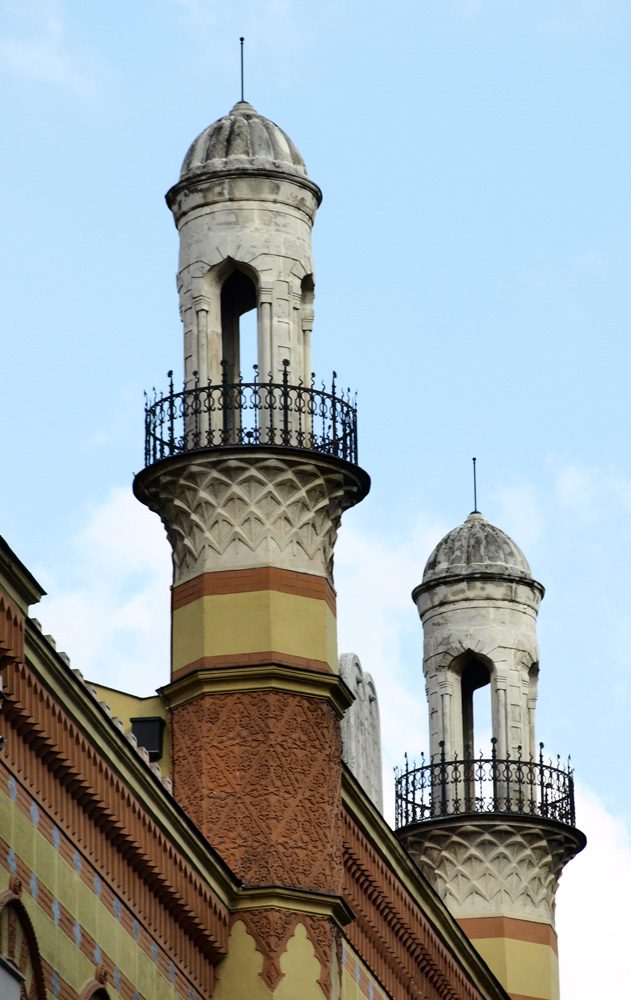
A zsinagóga tornyai

Ugyanaz a sárga–narancs motívum található meg rajta, amely a Dohány utcai nagy zsinagógán is. Ez az imaház azonban azoknak a tradicionalista zsidóknak épült, akiknek a neológ zsinagóga nem felelt meg, akik annál konzervatívabbak voltak.
A zsinagóga utcai homlokzata szimmetrikus. A kétoldalon lévő nyolcszögletű falrészek a Biblia (Királyok I. könyvében leírt) két oszlopot, Jákin és Boázt jelképezik melyek tetejét lótuszvirágok faragványai díszitik, fölül pedig, (ez már a bibliától függetlenül) a mecsetek minaretjére emlékeztető, kis kupolás tornyokban folytatódnak. A homlokzat középső részén díszített keretű, összefogott kettős ablakok helyezkednek el, illetve a zsinagógáknál szokásos módon Mózes két kőtáblája. Az épület vakolása kívülről szürkés sárga, amelyet vörös téglából készült csíkok díszítenek, kék színű zománcos téglákkal, egymástól egyenlő távolságban elrendezve.
A zsinagóga belsejét a nyolcszögletű, tágas, magas, díszes kupola határozza meg, amelyet nyolc karcsú vasoszlop tart, mór jellegű Alhambra oszlopfőkkel. A falakon arany, kék és vörös színű domborműveket találunk.

## Galéria

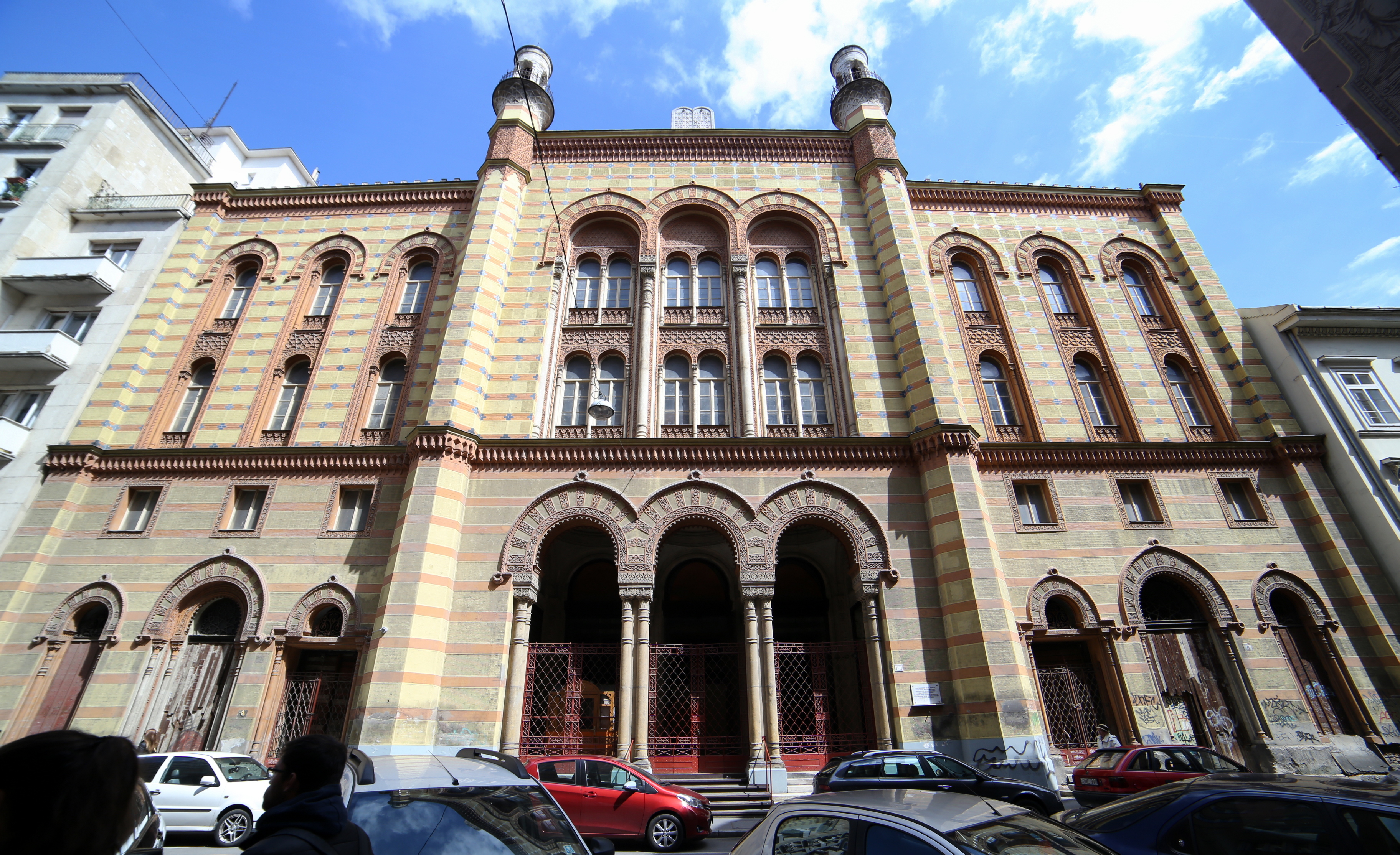
A zsinagóga homlokzata
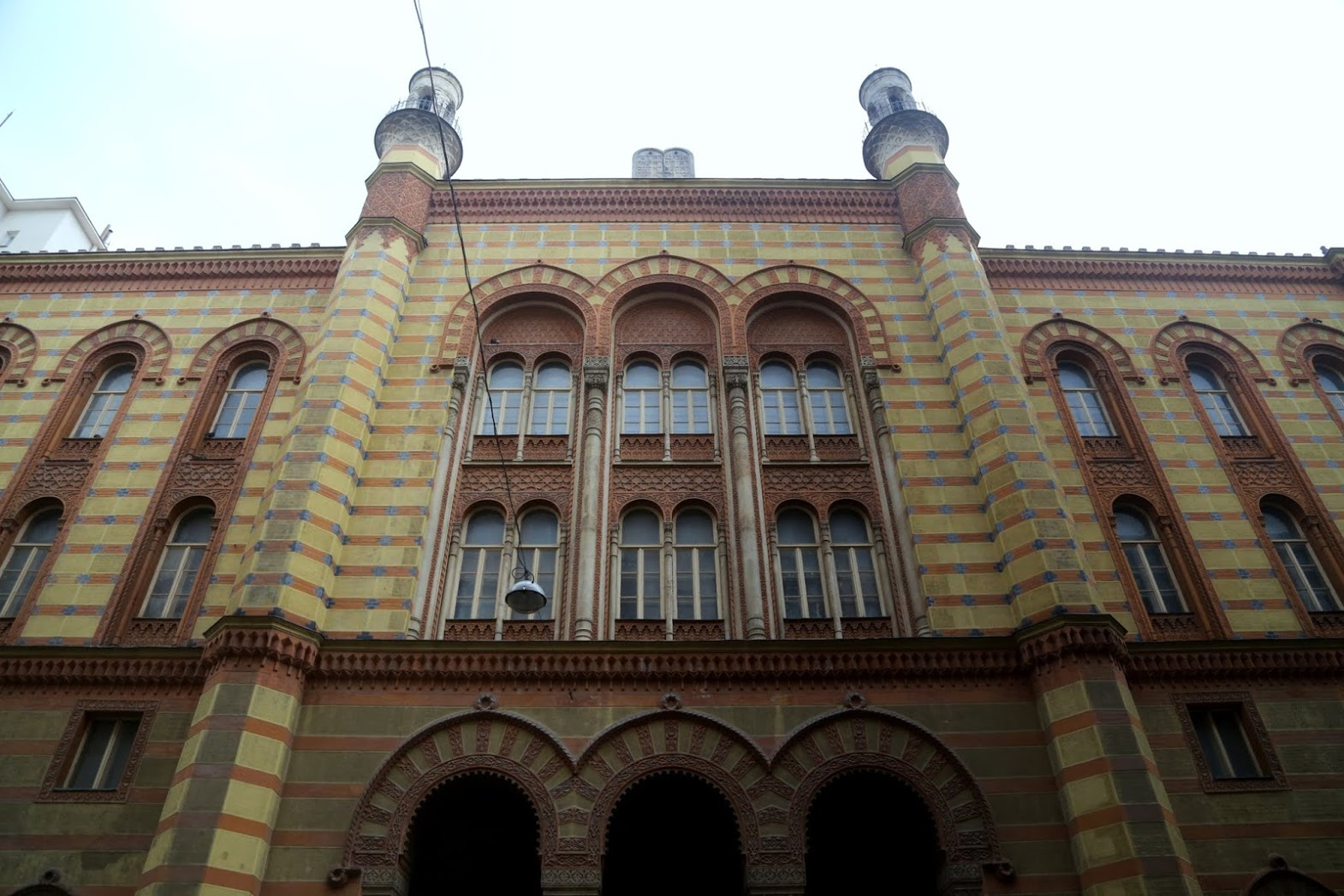
Utcai homlokzat
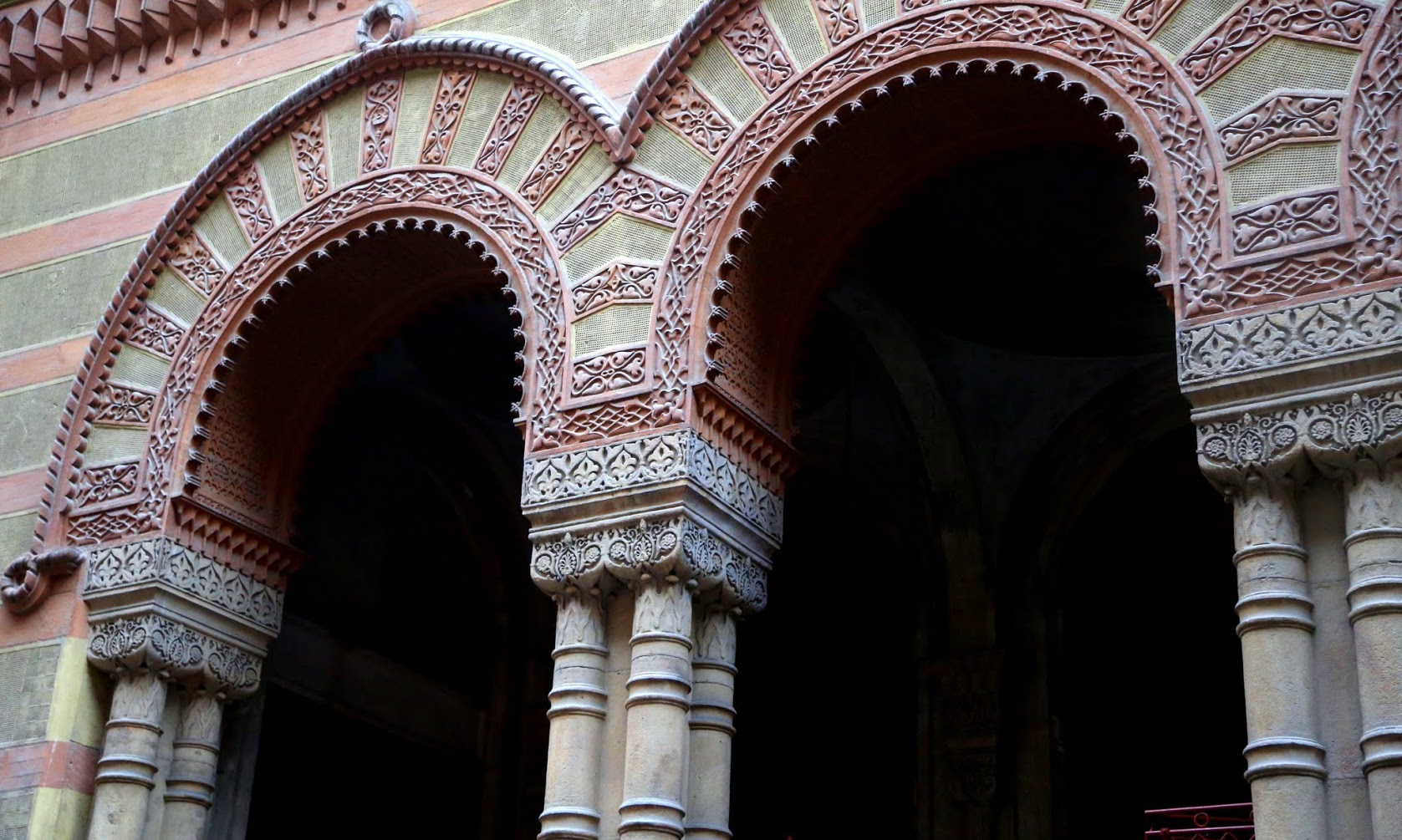
Árkádos főbejárat
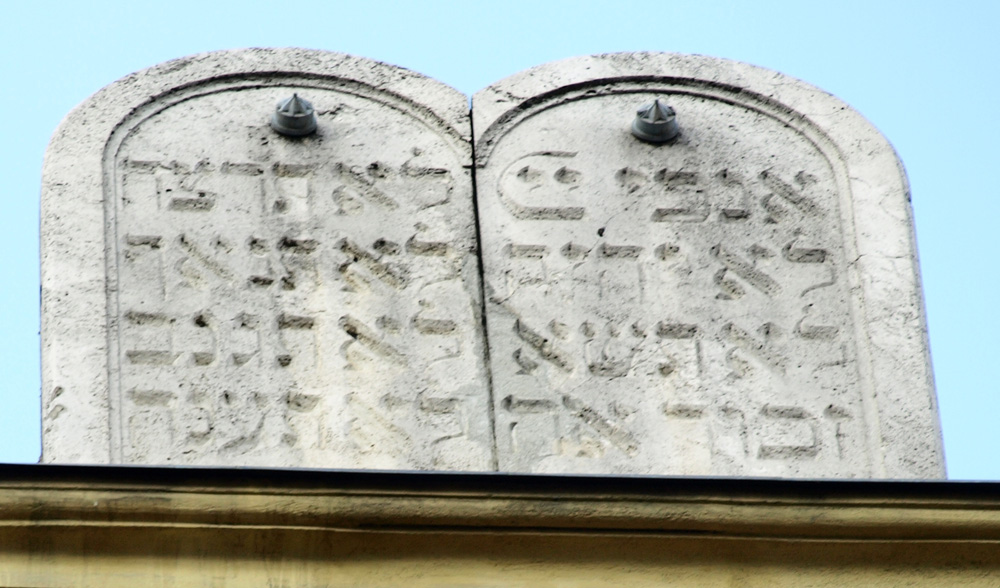
A Kőtáblák az utcai homlokzaton
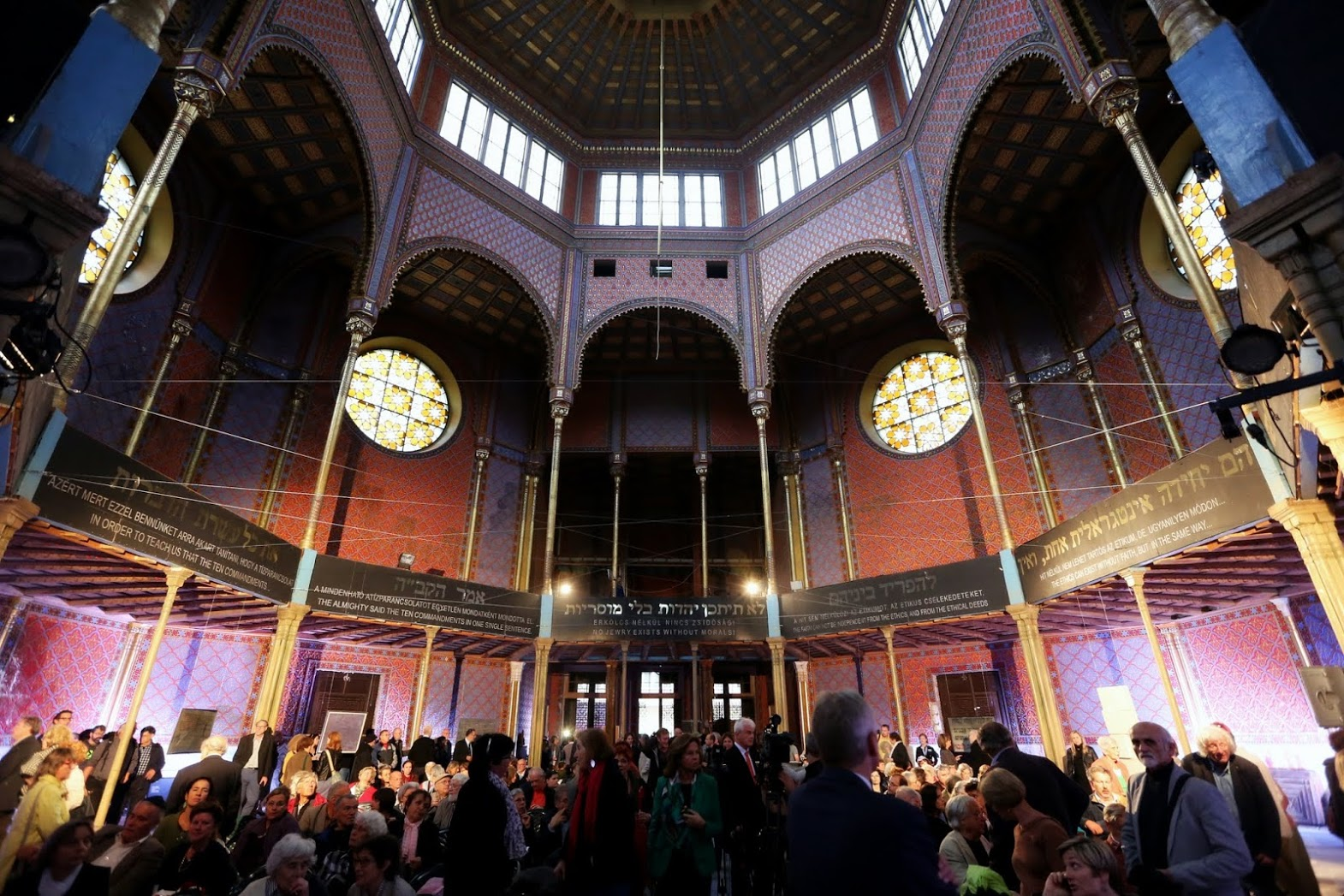
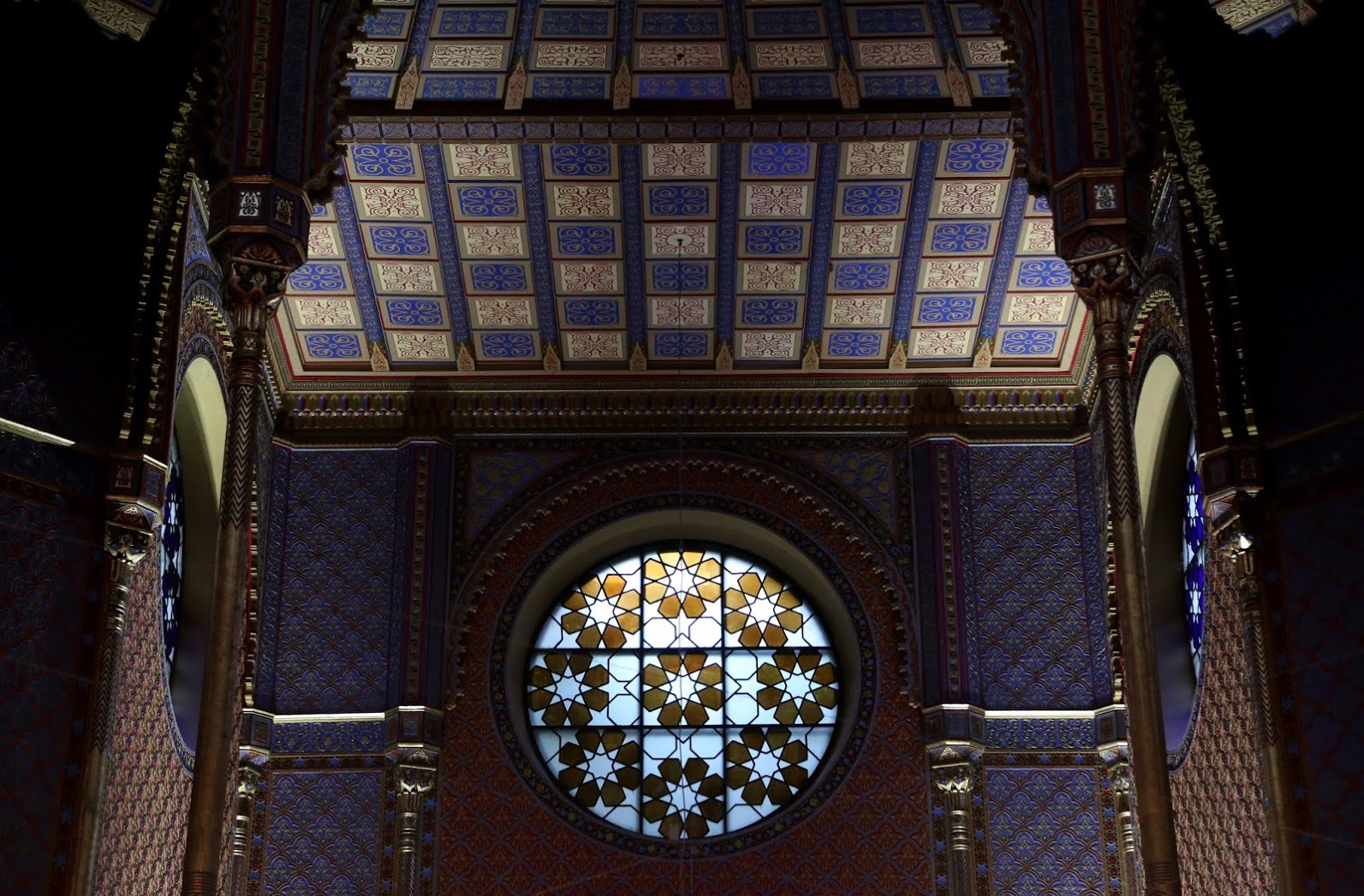
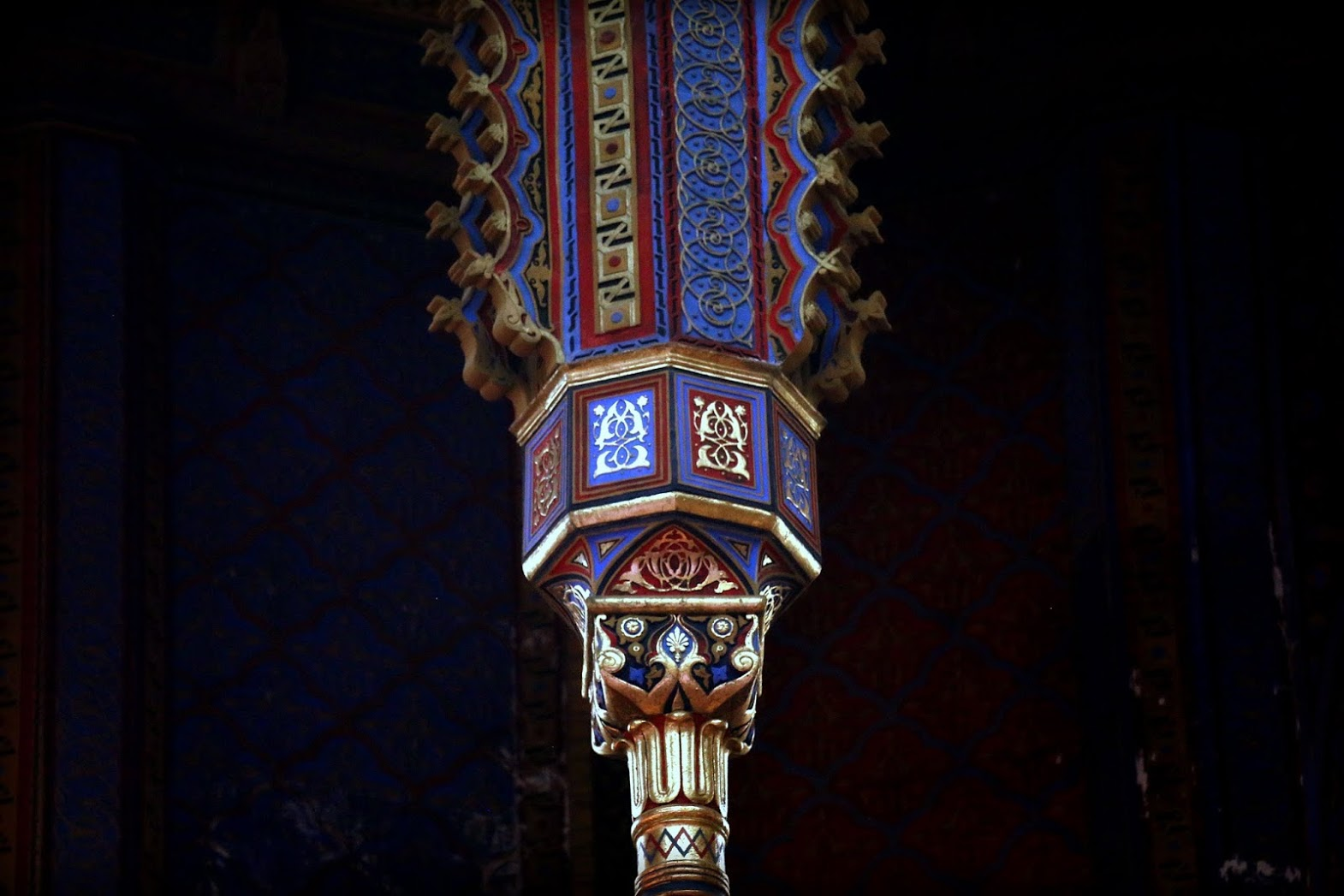
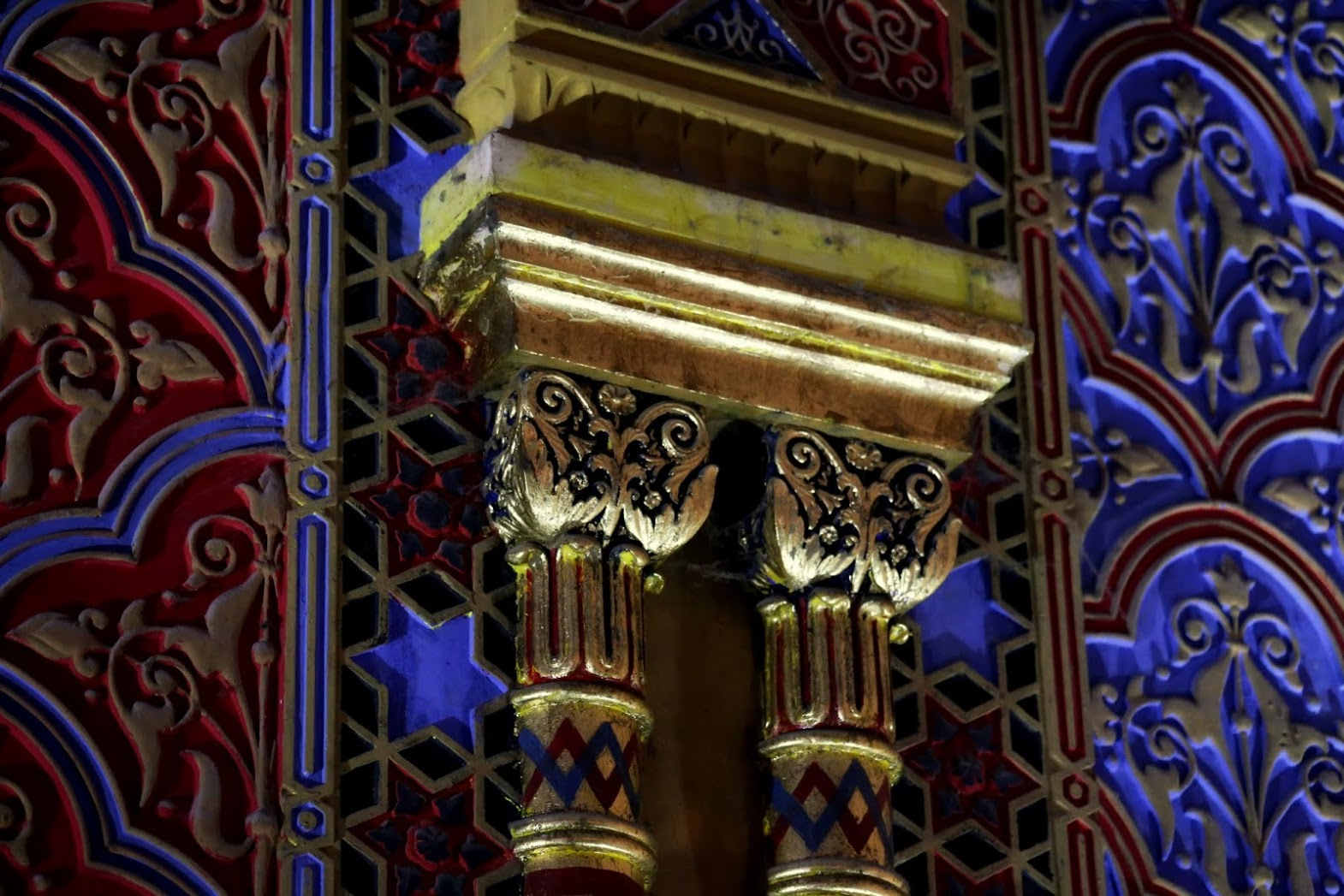